# 王霖 (萬曆進士)
王霖（16世紀—17世紀），字潤甫，號儆恒、儆垣，河南開封府祥符縣人，匠籍，明朝政治人物。

## 生平
王霖早年出身縣學增廣生，以《詩經》中萬曆二十五年（1597年）河南鄉試舉人第四十四名，二十九年（1601年）會試中式第一百九十五名，成三甲進士，獲授德平知縣。到縣前夜半在村中聽到鬼哭聲，他彷彿看見床下有人叩頭，至早上後他命人開挖土地，發現有一條死去不久的屍體，頸項有縊痕，調查後知悉兇手貪圖死者財物殺害對方，因此將兇手正法，人稱神明。
之後王霖於萬曆三十五年（1607年）陞任南京廣東道監察御史，曾彈劾李廷機、趙世卿、詹沂等人，到三十八年（1610年）再陞為山東按察司僉事；因擅自离任，被降三级，辭官後以詩酒自娛。
光宗時起復户部山西司主事，天啓二年（1622年）調任禮部主客司主事。

## 家族
曾祖王臣，祖父王錫祚，庠生，贈文林郎知縣。父親王上聞，山西遼州知州。母親孺人李氏。
兒子王紀昭，是康熙六年丁未進士。

## 引用
1. 1 2  光緒《祥符縣志·卷十五·人物志》：王霖，字𡸰嵻，祥符人，萬厯辛丑進士。授山東德平令，將抵邑宿，村中夜半聞鬼哭聲，彷彿見床下叩頭若有所愬，霖早命發其地，得新屍項有縊痕，乃主人利其財而殺之者，遂正其罪，人稱神明。擢南臺，彈擊不避權貴，舉朝憚之；解組後以詩酒自娛，子紀昭中甲午解元，甲辰進士，另有傳入孝義。 見《通志》
2. ↑  同治《開封府志·卷二十三·選舉》：（萬曆）丁酉（舉人）…… 王霖
3. ↑  《萬曆二十九年辛丑科進士登科錄》：王霖 貫河南開封府祥符縣匠籍，縣學增廣生，治《詩經》，字潤甫，行一，年二十七，七月初十日生。曾祖臣，祖錫祚 贈文林郎，知縣，父上聞 知州，母李氏 封孺人，具慶下，兄擢、燿、仕，弟楫、謙，娶張氏。河南鄉試第四十四名，會試第一百九十五名。
4. ↑  《萬曆二十九年辛丑科進士履歷》：王霖，儆垣，诗二房，乙亥七月初七日生。祥符人，丁酉四十四名，会二百九十五名，三甲四十五名。礼部政，授德平知縣，癸卯同考本省，行取，戊申選南廣東道御史，己酉八月到任，巡按下江，庚戌三月聞母病离任，六月升山東佥事，未任，八月部參擅去，降三级，辛亥補两淮運判，連丁二艰，伏除在籍，庚申八月起户部山東司主事，壬戌調礼部主客司主事。
5. ↑  《明神宗顯皇帝實錄·卷四百三十七》：（萬曆三十五年八月）癸亥吏部同都察院考選……宜授南御史者，傅宗臯、王霖、周達、張邦俊、張養正、汪懷德等六人……
6. ↑  《明神宗顯皇帝實錄·卷四百六十二》：（萬曆三十七年九月）戊子南京廣東道御史王霖疏論李廷機、趙世卿、詹沂……
7. ↑  《明神宗顯皇帝實錄·卷四百七十二》：（萬曆三十八年六月乙酉）陞南京廣東道御史王霖為山東僉事……